# Saint-Bonnet-de-Mure
Saint-Bonnet-de-Mure is een gemeente in het Franse departement Rhône in de regio Auvergne-Rhône-Alpes. De gemeente telde 6.988 inwoners op 1 januari 2022.

## Geschiedenis
Het Maison de Mures, een versterkte plaats, werd in de 13e eeuw gebouwd door de hospitaalridders om pelgrims en zieken op te vangen. De hospitaalridders trokken weg in de 14e eeuw en hun plaats werd ingenomen door lokale heren die het gebouw omvormden tot een kasteel. Na de Franse Revolutie deed het kasteel dienst als rijkswachtkazerne, gevangenis, woning, school, militair ziekenhuis (Eerste Wereldoorlog), klooster (1920-1983) en gemeentehuis (vanaf 1986). De neogotische kerk werd gebouwd in 1865 ter vervanging van een afgebroken 15e-eeuwse kerk.
De gemeente maakte deel uit van het kanton Meyzieu van het arrondissement Lyon. Toen op 1 januari de Métropole de Lyon gevormd werd uit het departement Rhône werd Saint-Bonnet-de-Mure opgenomen in een nieuwgevormd kanton Genas, dat onderdeel werd van het arrondissement Villefranche-sur-Saône.

## Geografie
De oppervlakte van Saint-Bonnet-de-Mure bedroeg op 1 januari 2022 16,34 vierkante kilometer; de bevolkingsdichtheid was toen 427,7 inwoners per km².
De onderstaande kaart toont de ligging van Saint-Bonnet-de-Mure met de belangrijkste infrastructuur en aangrenzende gemeenten.

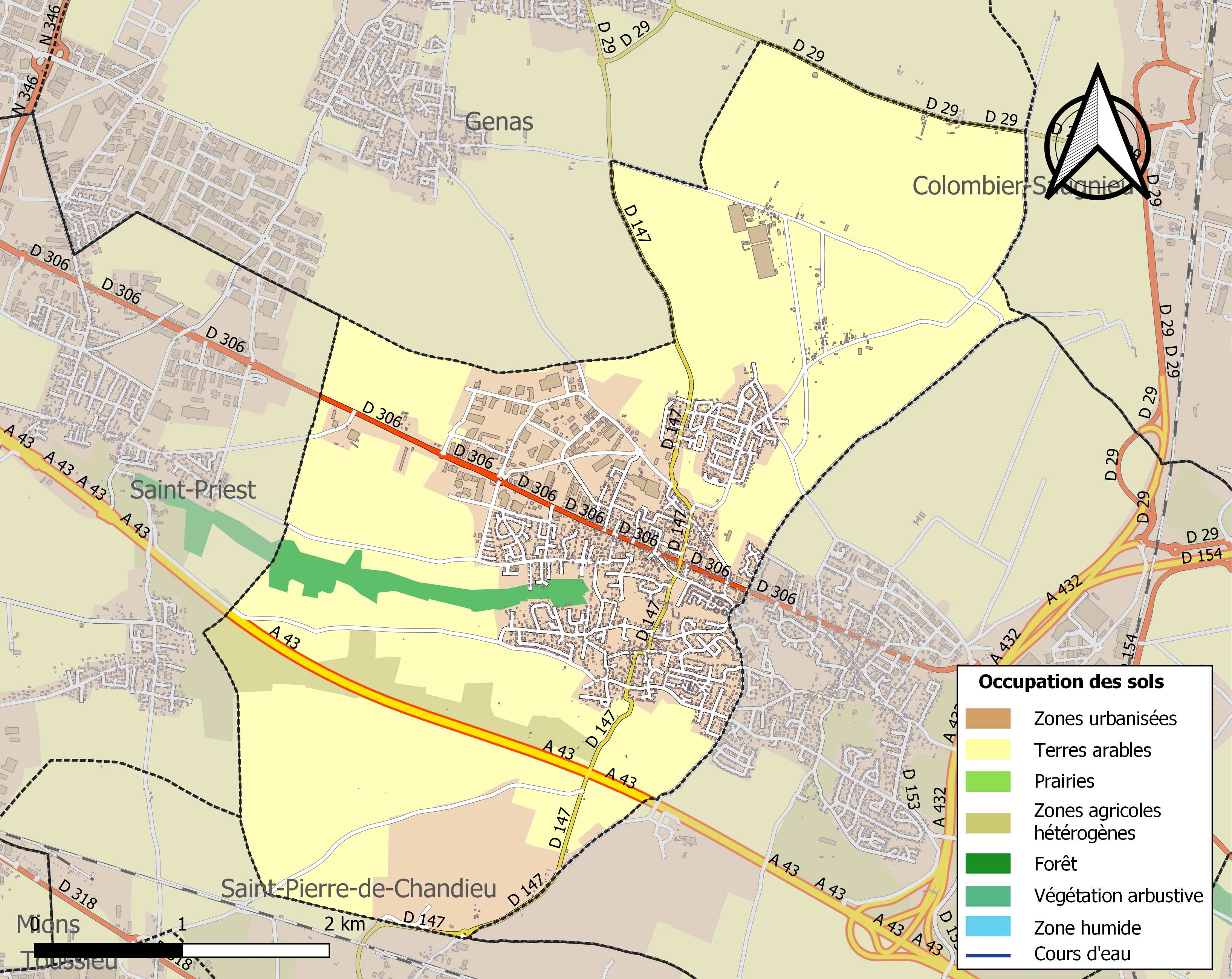

## Demografie
Onderstaande figuur toont het verloop van het inwonertal (bron: INSEE-tellingen).

## Sport
De lokale voetbalclub heet ASE Muroise Foot. Deze club speelt in oranje-zwarte tenues en is in 1967 opgericht.